# Oerlikon 20 mm

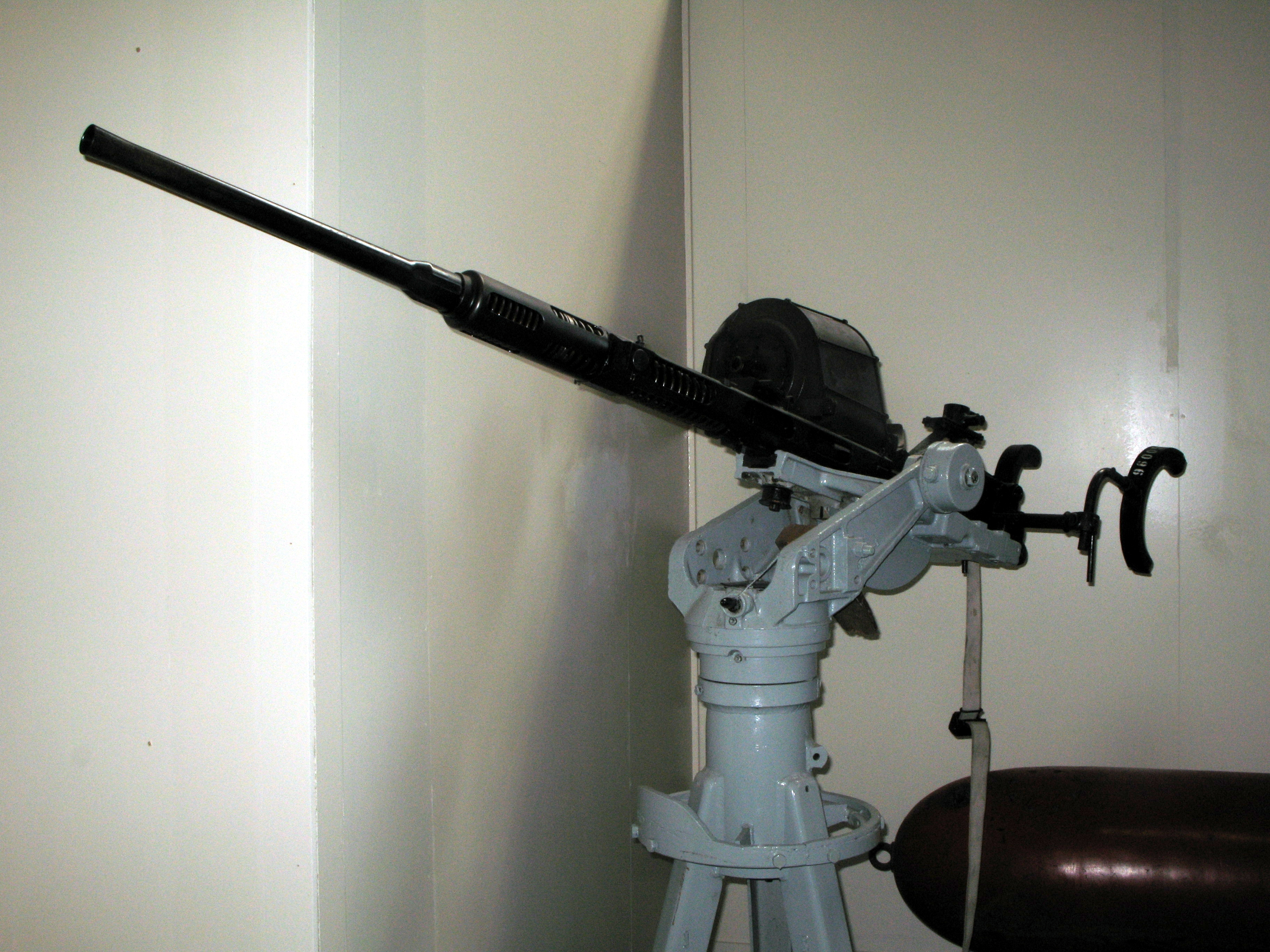
Oerlikon 20 mm

De Oerlikon 20 mm is een serie automatische kanonnen die sinds de eind jaren-1930 worden geproduceerd door Oerlikon. 
Het wapen was gebaseerd op de Becker M2, een Duits geschut uit de Eerste Wereldoorlog.